# Qum (ort i Azerbajdzjan)
Qum (ryska: Кум) är en ort i Azerbajdzjan.   Den ligger i distriktet Qax Rayonu, i den norra delen av landet, 280 km väster om huvudstaden Baku. Qum ligger 681 meter över havet och antalet invånare är 1 954.
Terrängen runt Qum är bergig åt nordost, men åt sydväst är den kuperad. Närmaste större samhälle är Çinarlı, 1,3 km norr om Qum. 
I omgivningarna runt Qum växer i huvudsak lövfällande lövskog. Runt Qum är det ganska glesbefolkat, med 35 invånare per kvadratkilometer.